# Việc làm theo ca
Việc làm theo ca hay công việc theo ca là việc thực hành thuê mướn lao động được thiết kế để tận dụng hoặc cung cấp dịch vụ đan xen, xuyên suốt 24 giờ đồng hồ mỗi ngày trong tuần (thường viết tắt là 24/7). Thực tế điển hình là một ngày được chia thành nhiều ca làm việc, sắp đặt lịch trình xuyên suốt cho các đội nhân công khác nhau thực hiện công việc của mình. Thuật ngữ "công việc theo ca" bao gồm cả những ca đêm kéo dài và lịch trình làm việc trong đó người lao động sẽ đổi hoặc xoay ca.
Trong y khoa và dịch tễ học, làm việc theo ca được xem là yếu tố nguy cơ cho một số vấn đề về sức khỏe ở một vài cá nhân, bởi sự phá vỡ nhịp điệu sinh học hàng ngày có thể làm gia tăng khả năng phát tác bệnh tim mạch, sa sút nhận thức, bệnh tiểu đường, thay đổi cấu tạo cơ thể và bệnh béo phì, và nhiều hoàn cảnh khác.